# Aleksandr Motuzenko
Aleksandr Motuzenko (em russo:  Олександр Олексійович Мотузенко, Smila, 11 de julho de 1967) é um ex-canoísta russo especialista em provas de velocidade.

## Carreira
Foi vencedor da medalha de prata em K-4 1000 m com os seus colegas de equipa Sergey Kirsanov, Igor Nagayev e Viktor Denisov em Seul 1988.